# Ruth Humbel
Ruth Humbel (Baden, 23 juli 1957) is een Zwitserse oriëntatieloper en politica voor Het Centrum uit het kanton Aargau.

## Biografie
Ruth Humbel studeerde rechten aan de Universiteit van Zürich. Van april 1981 tot oktober 2003 zetelde ze in de Grote Raad van Aargau. Ze zetelt in de Nationale Raad sinds 15 september 2003. Ze zetelde in de raad van bestuur van de Kantonnale Bank van Aargau.
- Base de données des élites suisses: 69853
- International Standard Name Identifier: 0000 0001 1171 0807
- Nationale Bibliotheek van Polen: a0000001924927
- Réseau des bibliothèques de Suisse occidentale: 02-A024781671
- Système universitaire de documentation: 243982666
- Zwitserse Bondsvergadering: 1071
- Virtual International Authority File: 162501336